# Sailly-Flibeaucourt
Pour les articles homonymes, voir Sailly.
Sailly-Flibeaucourt est une commune française située dans le département de la Somme en région Hauts-de-France.
Depuis juillet 2020, la commune fait partie du parc naturel régional Baie de Somme - Picardie maritime.
La commune fait aussi partie des villages labellisés Pays d'art et d'histoire qui œuvrent à mettre en avant leur patrimoine,.

## Géographie

### Localisation
Sailly-Flibeaucourt est un bourg picard du Ponthieu.
Limitrophe de Nouvion, la localité est située à 10 km au nord-ouest d'Abbeville et à 49 km au nord-ouest d'Amiens à vol d'oiseau.
Le territoire de la commune est limitrophe de ceux de six communes.
Les communes limitrophes sont Buigny-Saint-Maclou, Hautvillers-Ouville, Nouvion, Noyelles-sur-Mer, Port-le-Grand et Le Titre.

### Hydrographie
La commune est située dans le bassin Artois-Picardie. Elle n'est drainée par aucun cours d'eau.

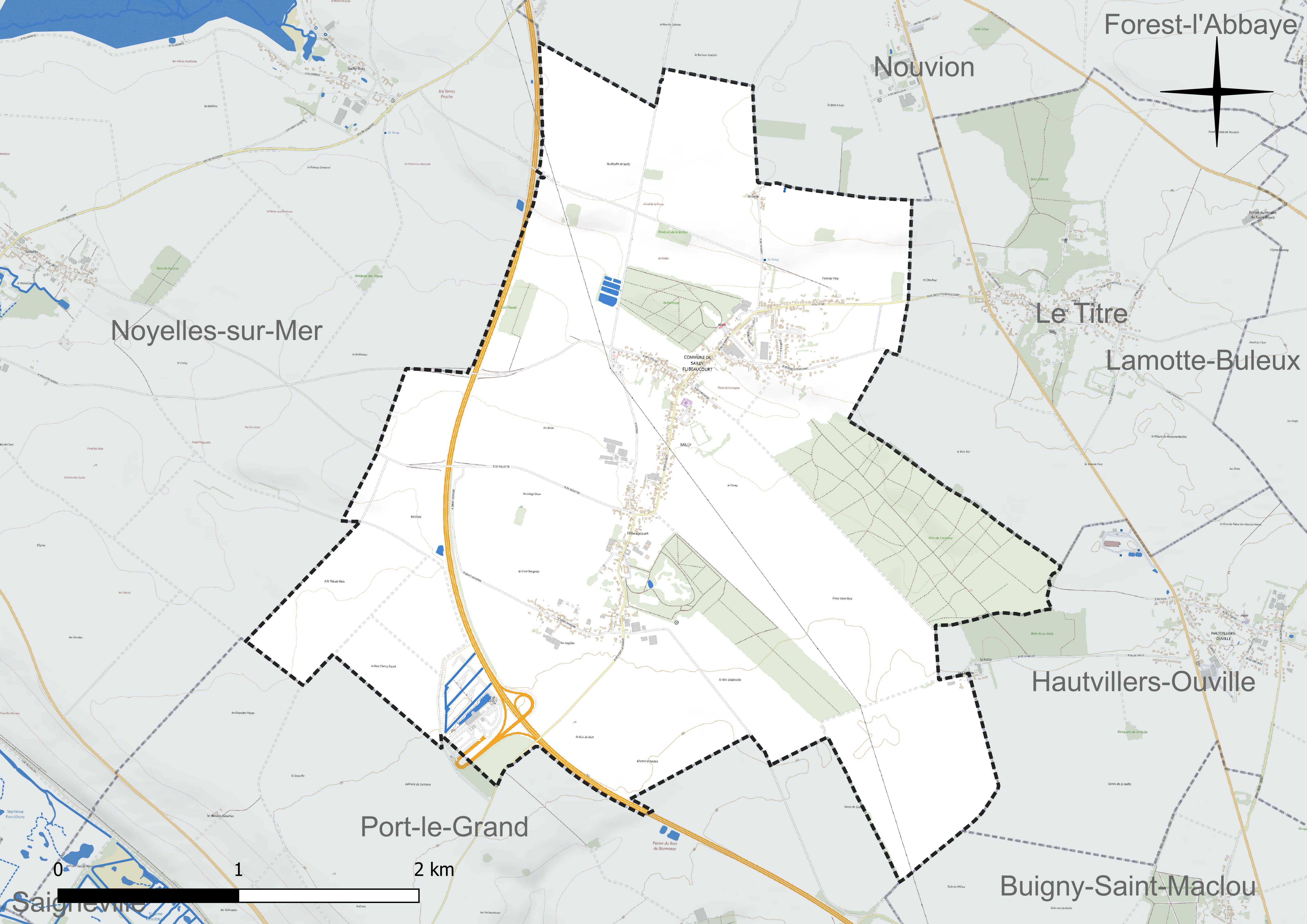
Réseau hydrographique de Sailly-Flibeaucourt.

### Climat
Pour des articles plus généraux, voir Climat des Hauts-de-France et Climat de la Somme.
En 2010, le climat de la commune est de type climat océanique franc, selon une étude du CNRS s'appuyant sur une série de données couvrant la période 1971-2000. En 2020, Météo-France publie une typologie des climats de la France métropolitaine dans laquelle la commune est exposée à un climat océanique et est dans la région climatique Côtes de la Manche orientale, caractérisée par un faible ensoleillement (1 550 h/an) ; forte humidité de l'air (plus de 20 h/jour avec humidité relative > 80 % en hiver), vents forts fréquents.
Pour la période 1971-2000, la température annuelle moyenne est de 10,6 °C, avec une amplitude thermique annuelle de 12,8 °C. Le cumul annuel moyen de précipitations est de 807 mm, avec 12,1 jours de précipitations en janvier et 8,1 jours en juillet. Pour la période 1991-2020, la température moyenne annuelle observée sur la station météorologique la plus proche, située sur la commune d'Abbeville à 10 km à vol d'oiseau, est de 11,0 °C et le cumul annuel moyen de précipitations est de 806,2 mm,. Pour l'avenir, les paramètres climatiques de la commune estimés pour 2050 selon différents scénarios d'émission de gaz à effet de serre sont consultables sur un site dédié publié par Météo-France en novembre 2022.

## Urbanisme

### Typologie
Au 1er janvier 2024, Sailly-Flibeaucourt est catégorisée commune rurale à habitat dispersé, selon la nouvelle grille communale de densité à sept niveaux définie par l'Insee en 2022.
Elle est située hors unité urbaine. Par ailleurs la commune fait partie de l'aire d'attraction d'Abbeville, dont elle est une commune de la couronne,. Cette aire, qui regroupe 73 communes, est catégorisée dans les aires de 50 000 à moins de 200 000 habitants,.

### Occupation des sols
L'occupation des sols de la commune, telle qu'elle ressort de la base de données européenne d'occupation biophysique des sols Corine Land Cover (CLC), est marquée par l'importance des territoires agricoles (79,3 % en 2018), en diminution par rapport à 1990 (81,8 %). La répartition détaillée en 2018 est la suivante : 
terres arables (79,3 %), forêts (11,8 %), zones urbanisées (6,4 %), zones industrielles ou commerciales et réseaux de communication (2,5 %). L'évolution de l'occupation des sols de la commune et de ses infrastructures peut être observée sur les différentes représentations cartographiques du territoire : la carte de Cassini (XVIIIe siècle), la carte d'état-major (1820-1866) et les cartes ou photos aériennes de l'IGN pour la période actuelle (1950 à aujourd'hui).

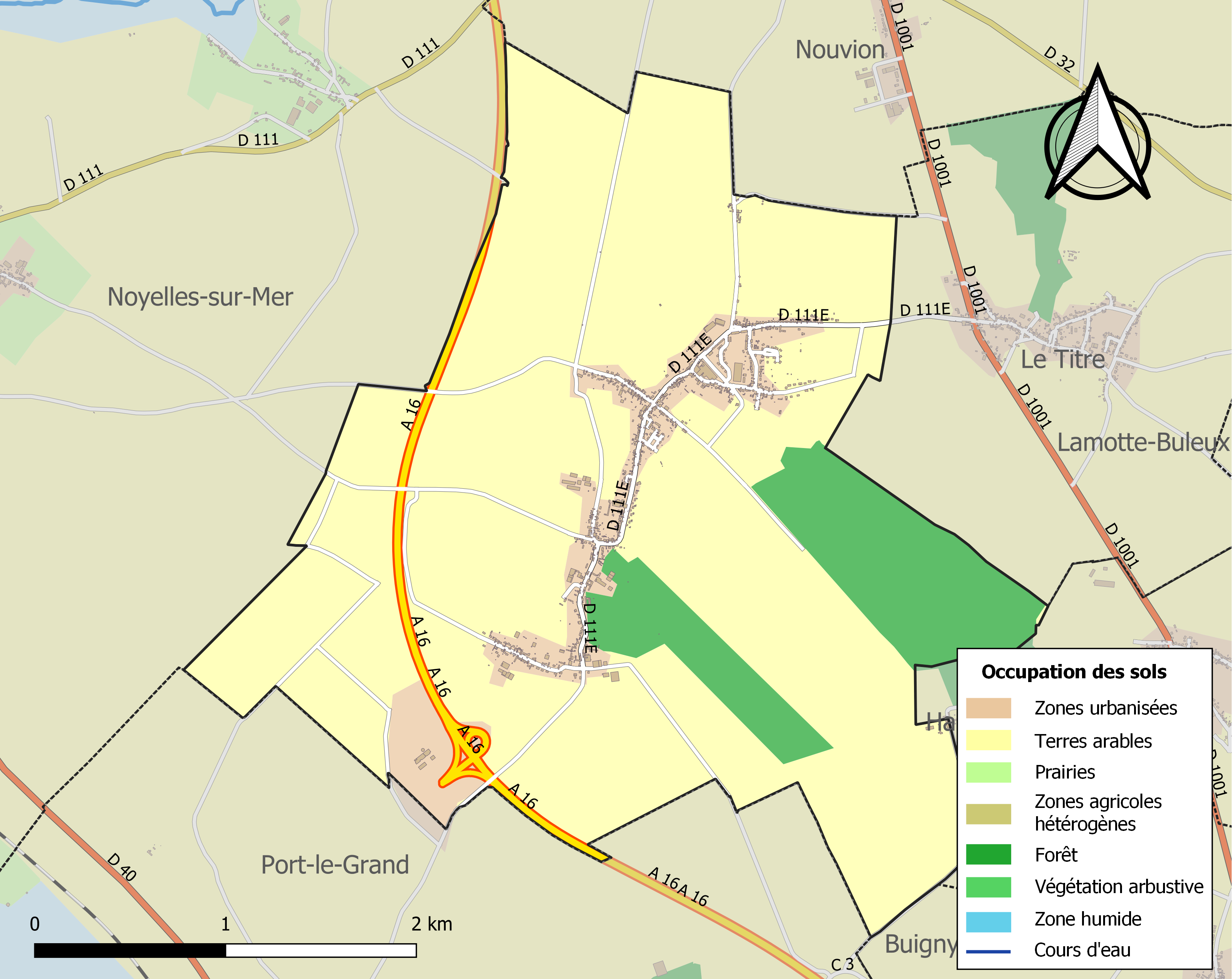
Carte des infrastructures et de l'occupation des sols de la commune en 2018 (CLC).

### Voies de communication et transports
La commune est située sur la RD 111c. L'autoroute A16 - dite ici autoroute des Estuaires - passe à quelques centaines de mètres du village. L'aire autoroutière de la Baie de Somme, dominant l'estuaire de la Somme par un belvédère, est implantée à proximité.
La localité est desservie par les lignes de bus du réseau Trans'80, chaque jour de la semaine, sauf le dimanche.

## Toponymie
On trouve Sailliacum Siccum, Sailly-le-sec, et, à partir de 1906, par délibération du conseil municipal : Sailly-Flibeaucourt.
Flibeaucourt est ancienne dépendance de Sailly-le-sec attestée sous les formes Phlibaucourt en  1121 ; Flebiaucourt en  1227 ; Flibaucourt en  1284 ; Flibeaucourt en  1507 ; Flibeucourt en 1638 ; Flibaubourt en  1763 ; Philibaucourt en  1701.

## Histoire
En 1498, Nicolas le Vasseur, mayeur d'Abbeville, lieutenant général en la sénéchaussée de Ponthieu, se qualifie seigneur de Sailly et possède le village,.
Le village est brûlé par les Espagnols lorsqu'ils passent la Somme le 4 août 1636.
De 1698 à 1763, c'est la famille de Monchy qui possède le domaine de Sailly.
En 1899, en plus du chef-lieu, la commune compte 299 habitants à Flibeaucourt, 6 habitants à la Cantine et 3 habitants à la gare de Sailly. À cette époque, la principale industrie se consacre à la serrurerie qui emploie 250 ouvriers dans les deux usines créées en 1868 et 1874.
Après avoir connu une activité industrielle importante liée à la mécanique (serrures, cadenas), le site est complètement abandonné à la fin du XXe siècle, à la suite d'importantes restructurations.

## Politique et administration
| Période                                  | Période                      | Identité                                    | Étiquette | Qualité                                                                                     |
| ---------------------------------------- | ---------------------------- | ------------------------------------------- | --------- | ------------------------------------------------------------------------------------------- |
| Les données manquantes sont à compléter. |                              |                                             |           |                                                                                             |
|                                          |                              | Willancourt                                 |           |                                                                                             |
|                                          |                              | Pierre Martin Fourcy                        |           |                                                                                             |
|                                          |                              | Amédée Bouteiller                           |           |                                                                                             |
|                                          |                              | Casimir Benjamin Dessaux                    |           |                                                                                             |
|                                          |                              | de Valanglart                               |           | comte                                                                                       |
|                                          |                              | C. Dessaux                                  |           |                                                                                             |
|                                          |                              | Isidore Louchart                            |           | adjoint                                                                                     |
|                                          |                              | Marie-Sosthène Charles Le Roy de Valanglart |           | comte                                                                                       |
|                                          |                              | Laurent Gomet-Auguste                       |           |                                                                                             |
|                                          |                              | Marie-Sosthène Charles Le Roy de Valanglart |           | comte                                                                                       |
|                                          |                              | Léopold Louchart                            |           |                                                                                             |
|                                          |                              | Francis Miot                                |           |                                                                                             |
|                                          |                              | Justin Caublot                              |           |                                                                                             |
| 1947                                     | 1959                         | Albert Fourcy                               | SFIO      | Conseiller général de Nouvion (1945-1959)                                                   |
|                                          |                              | André Crépin                                |           |                                                                                             |
|                                          |                              | Emile Dufresne                              |           |                                                                                             |
| Les données manquantes sont à compléter. |                              |                                             |           |                                                                                             |
| 1983                                     | 2001                         | Jean Legris                                 |           |                                                                                             |
| mars 2001                                | En cours (au 8 octobre 2020) | Paul Nester                                 | DVC       | Vice-président de la CC Ponthieu-Marquenterre (2017 → 2020) Réélu pour le mandat 2020-2026, |

## Population et société

### Démographie
Les habitants de la commune sont appelés Saillyssois.

L'évolution du nombre d'habitants est connue à travers les recensements de la population effectués dans la commune depuis 1793. Pour les communes de moins de 10 000 habitants, une enquête de recensement portant sur toute la population est réalisée tous les cinq ans, les populations de référence des années intermédiaires étant quant à elles estimées par interpolation ou extrapolation. Pour la commune, le premier recensement exhaustif entrant dans le cadre du nouveau dispositif a été réalisé en 2004.

En 2022, la commune comptait 1 014 habitants, en évolution de −2,41 % par rapport à 2016 (Somme : −1,26 %, France hors Mayotte : +2,11 %).
| 1793 | 1800 | 1806 | 1821 | 1831 | 1836 | 1841 | 1846 | 1851 |
| ---- | ---- | ---- | ---- | ---- | ---- | ---- | ---- | ---- |
| 547  | 422  | 578  | 679  | 683  | 705  | 750  | 775  | 724  |

| 1856 | 1861 | 1866 | 1872 | 1876 | 1881 | 1886 | 1891 | 1896 |
| ---- | ---- | ---- | ---- | ---- | ---- | ---- | ---- | ---- |
| 692  | 670  | 670  | 616  | 679  | 716  | 726  | 806  | 906  |

| 1901 | 1906 | 1911 | 1921 | 1926 | 1931 | 1936 | 1946  | 1954  |
| ---- | ---- | ---- | ---- | ---- | ---- | ---- | ----- | ----- |
| 914  | 936  | 989  | 895  | 921  | 955  | 999  | 1 026 | 1 123 |

| 1962 | 1968 | 1975  | 1982  | 1990 | 1999 | 2004 | 2006  | 2009  |
| ---- | ---- | ----- | ----- | ---- | ---- | ---- | ----- | ----- |
| 994  | 986  | 1 037 | 1 006 | 995  | 947  | 994  | 1 032 | 1 013 |

| 2014  | 2019  | 2022  | - | - | - | - | - | - |
| ----- | ----- | ----- | - | - | - | - | - | - |
| 1 028 | 1 023 | 1 014 | - | - | - | - | - | - |

### Enseignement
La commune abrite une école primaire, la compétence scolaire étant gérée par la communauté de communes. En mars 2025, 79 élèves sont accueillis dont cinq tout-petits.
Les élèves sont ensuite acheminés vers le collège Jacques-Prévert de Nouvion.

## Culture locale et patrimoine

### Lieux et monuments
- Les communs de l'ancien château de 1771 comprennent un colombier octogonal où la brique a remplacé le torchis vers 1990[28].
- Église Saint-Martin.
- Aire autoroutière de la baie de Somme qui assure la promotion de la région.
- La collectivité s'est dotée de deux salles communales : la salle Lécuyer et la salle Fourcy.

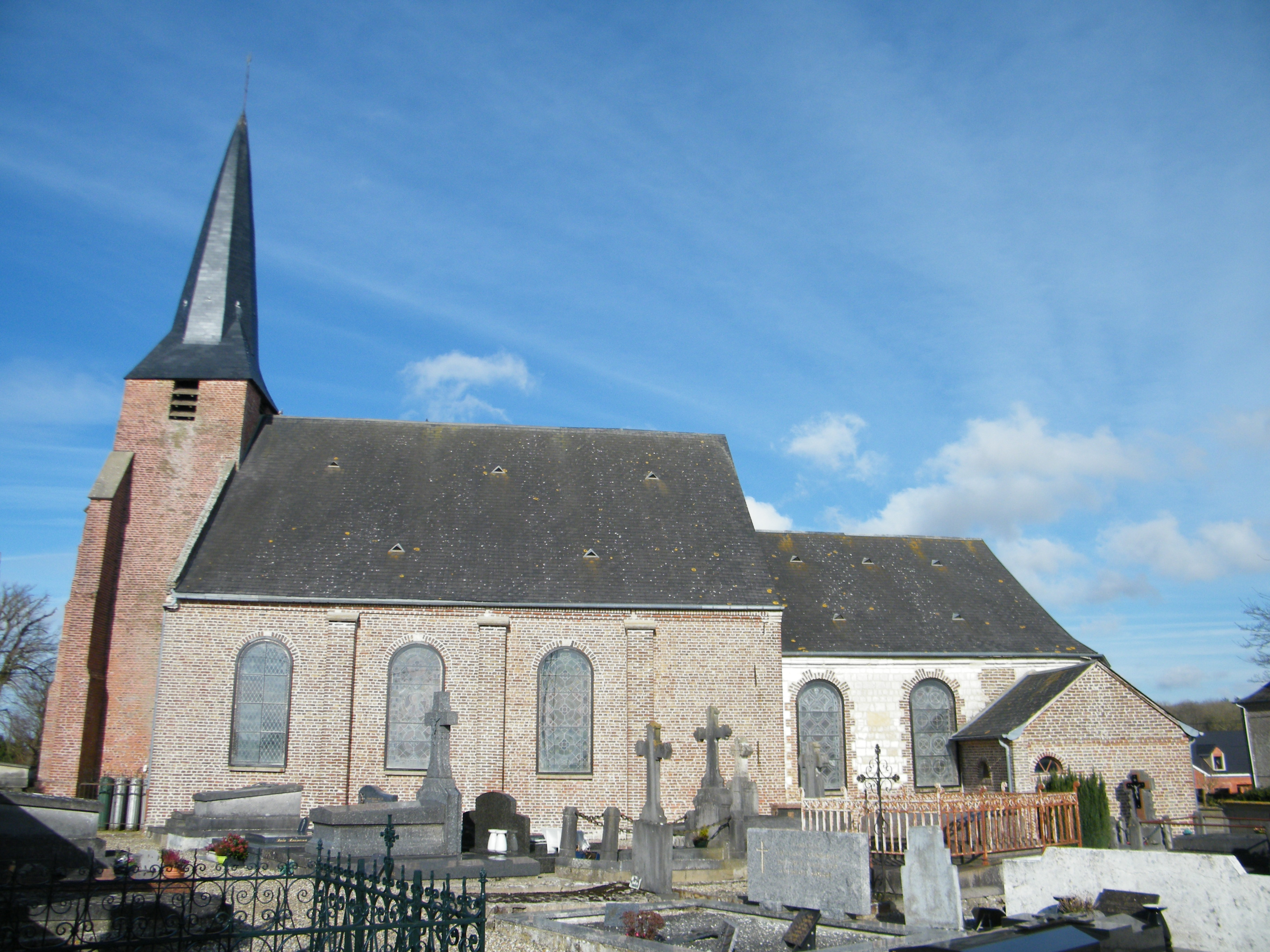
L'église de Sailly-Flibeaucourt.
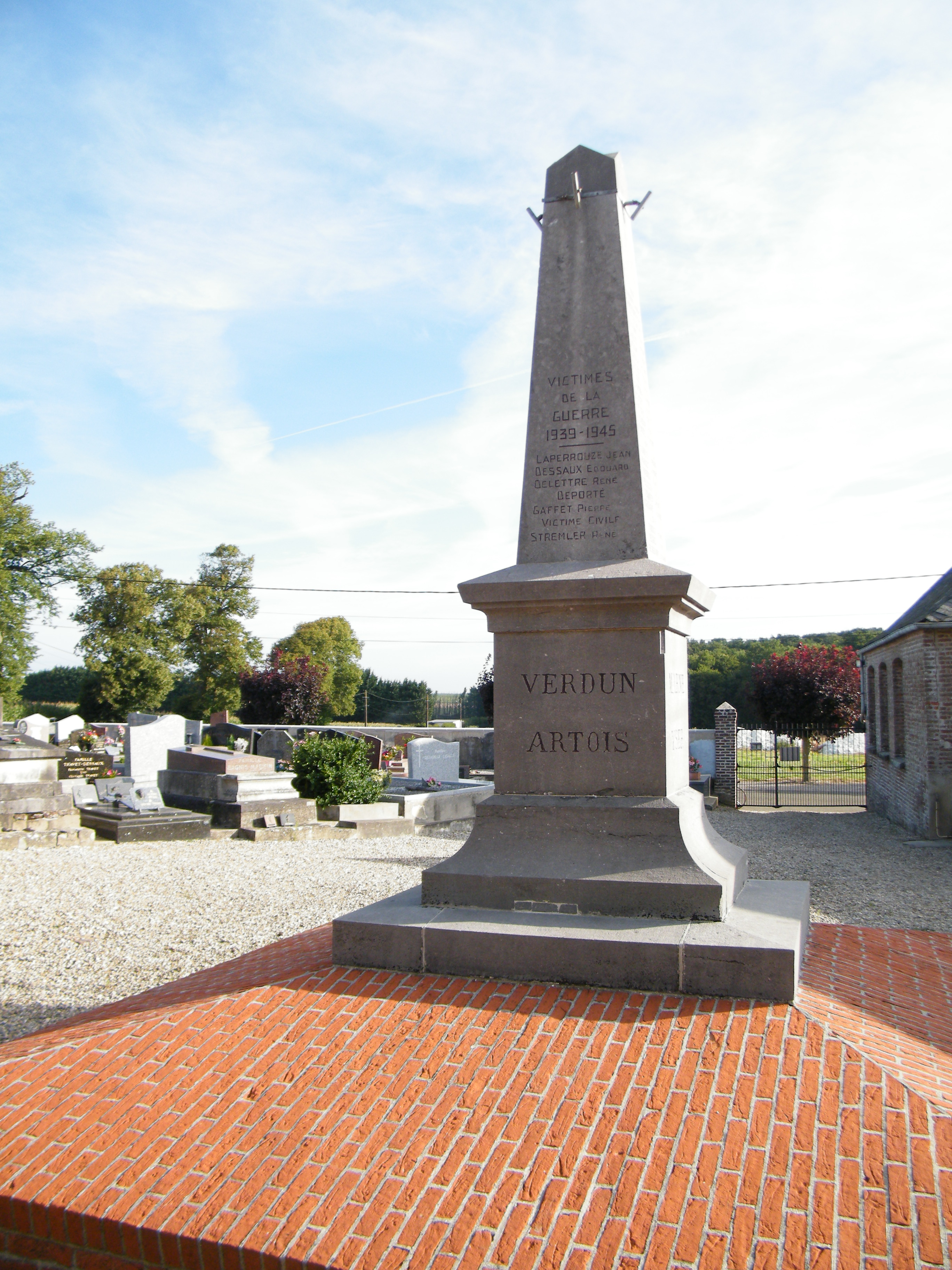
Monument aux morts.
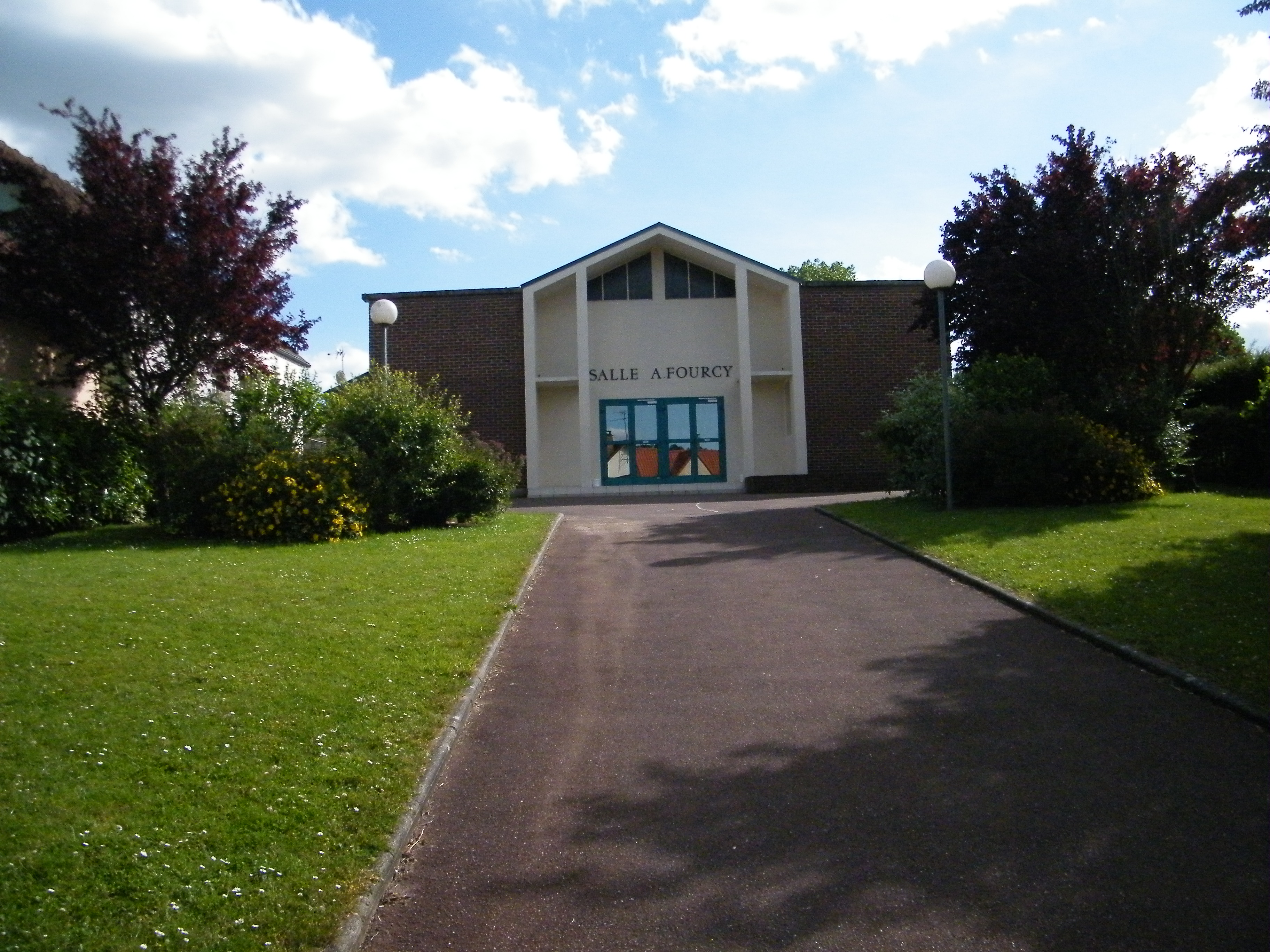
Salle Fourcy.
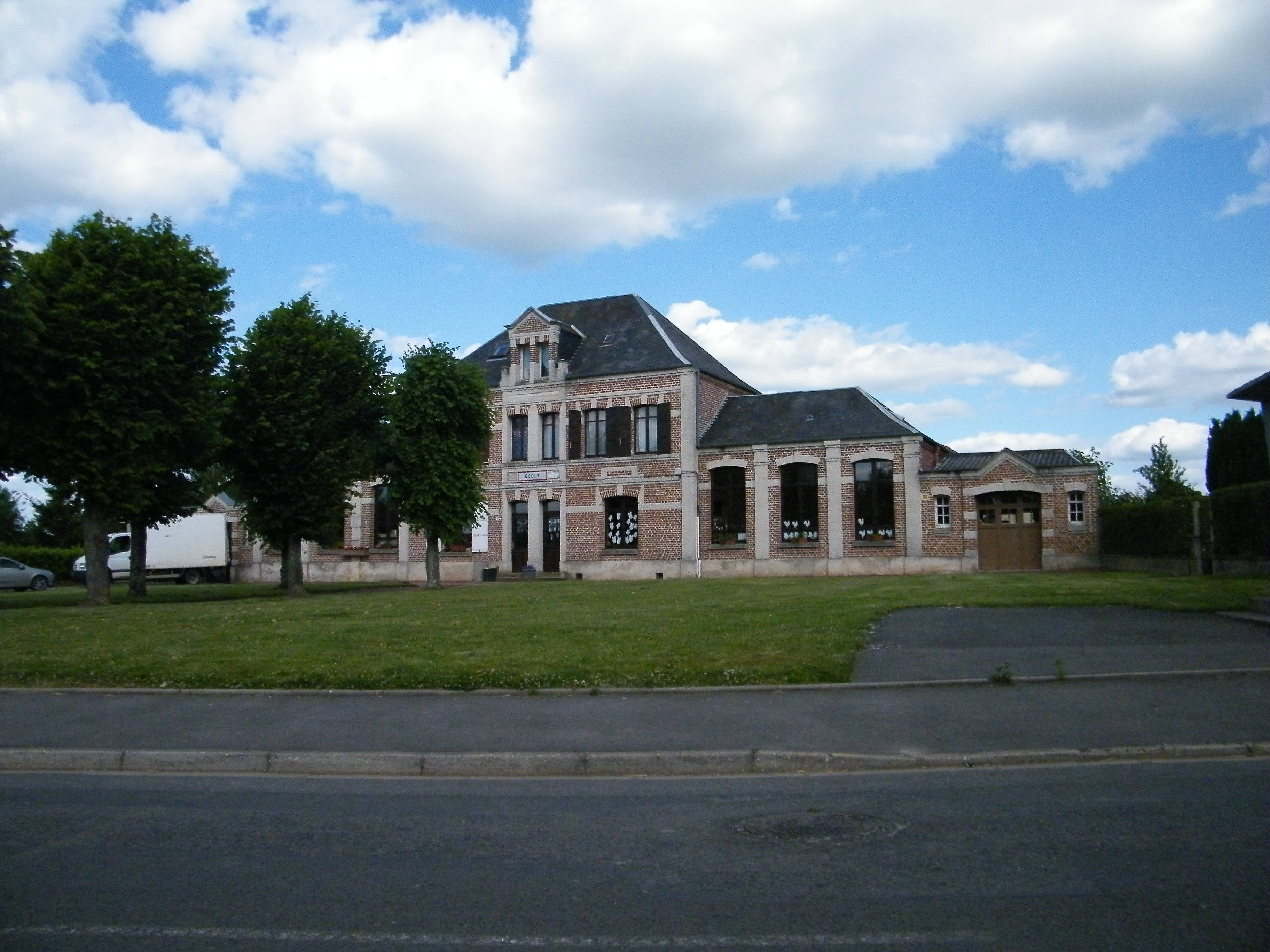
École.
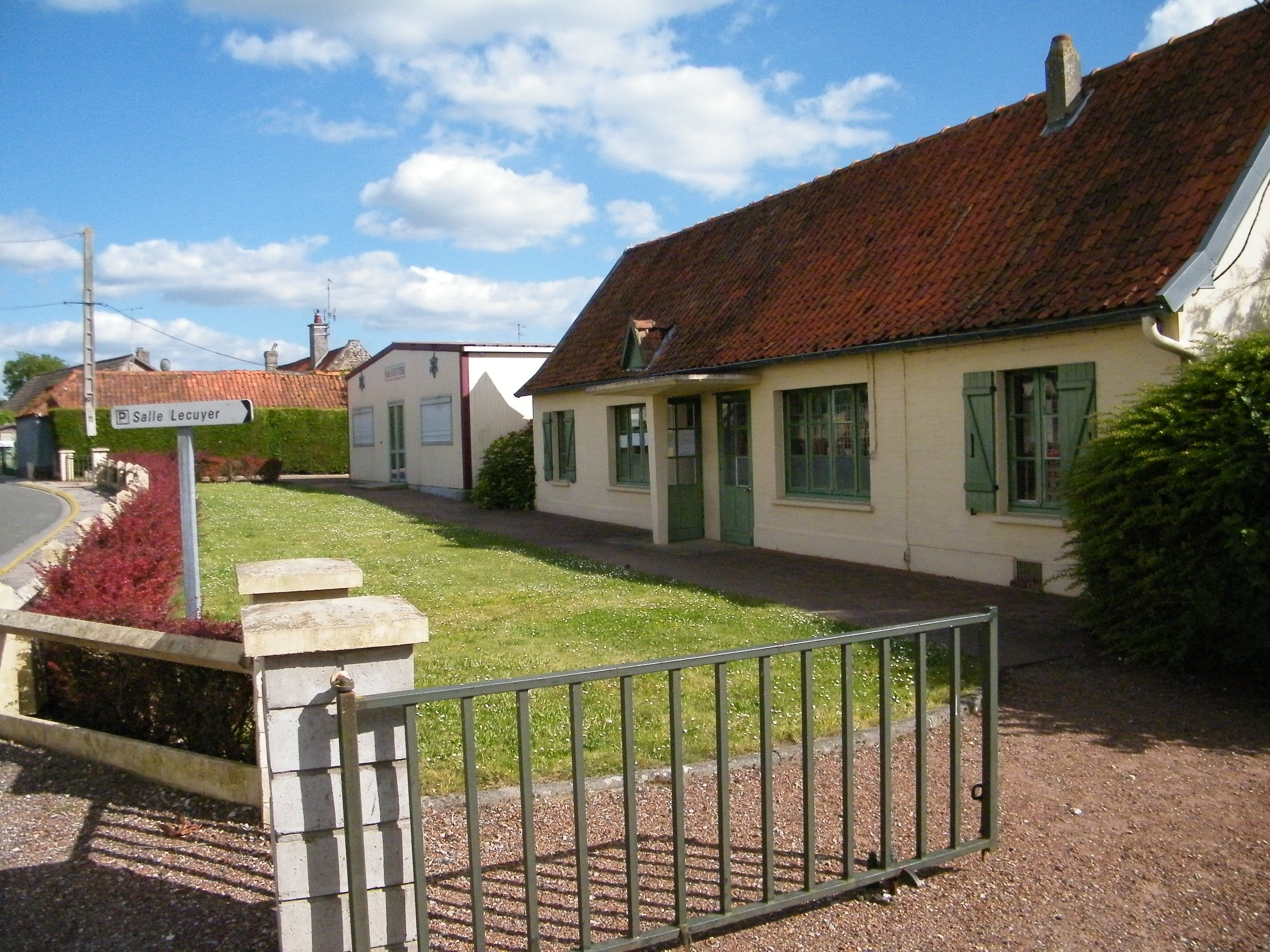
Salle Lécuyer.
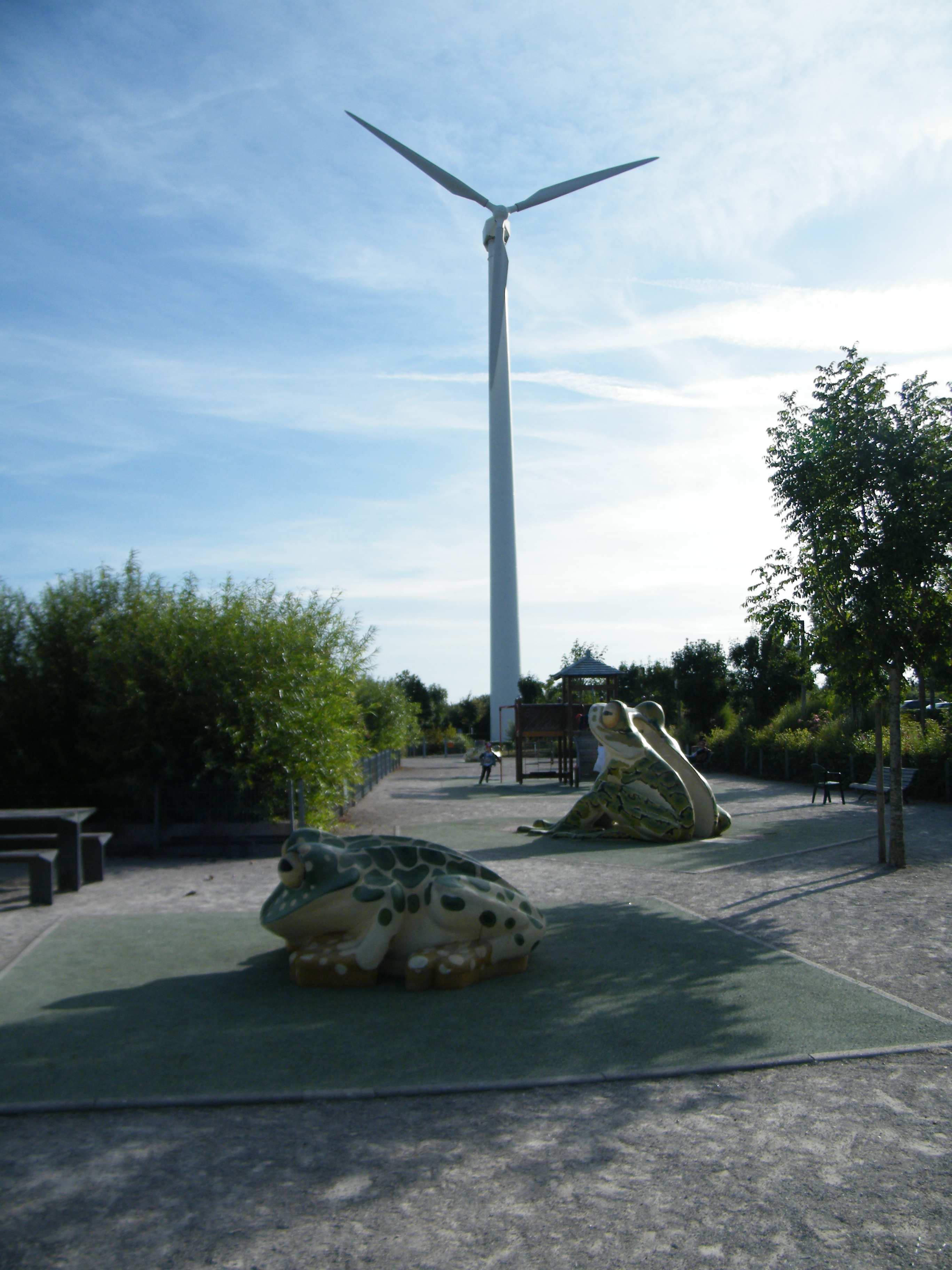
Jeux sur l'aire d'autoroute.